# Triaenophora integra
Triaenophora integra är en snyltrotsväxtart som först beskrevs av Hui Lin Li, och fick sitt nu gällande namn av Ivanina. Triaenophora integra ingår i släktet Triaenophora och familjen snyltrotsväxter. Inga underarter finns listade i Catalogue of Life.